# Берег Камы (Кондратовское сельское поселение)
Берег Камы — деревня в Пермском районе Пермского края. Входит в состав Кондратовского сельского поселения.

## Географическое положение
Деревня протянулась узкой полосой между рекой Кама и старичным озером, расстояние между которыми составляет около 300 м. Через деревню проходит объездная дорога вокруг Перми (Западный Обход). Также, здесь расположен Красавинский мост через Каму, позволяющий транзитному транспорту не ехать через центр города.

## Население
| 2010 |
| ---- |
| 80   |

## Топографические карты
- Лист карты O-40-65 Пермь. Масштаб: 1 : 100 000. Издание 1979 г.